# تماسيح خوبي وأشباهها
تماسيح خوبي وأشباهها (الاسم العلمي:†Hupehsuchia) هي رتبة من الزواحف المنقرضة تتبع أشباه الأركوصورات.

## التصنيف
- تماسيح خوبي
  - تمساح خوبي